# اتحادیه فوتبال اسکاتلند
اتحادیه فوتبال اسکاتلند ( به انگلیسی: Scottish Football Association) با کوته نوشت (SFA) ، یک نهاد اداره‌کنندهٔ ورزش فوتبال در اسکاتلند است که در سال ۱۸۷۳ تأسیس شد. این نهاد پس از اتحادیه فوتبال انگلستان، دومین نهاد قدیمی ادراه کنندهٔ فدراسیون فوتبال ملی به‌شمار می‌رود. این اتحادیه عضوی از فدراسیون فوتبال فیفا و اتحادیه فوتبال اروپا است. مقر این اتحادیه در ورزشگاه همپدن پارک، گلاسکو واقع شده‌است. این اتحادیه همچنین یک کرسی دائمی در هیئت بین‌المللی فوتبال را در اختیار دارد.

اتحادیه فوتبال اسکاتلند، اداره‌کننده تیم ملی فوتبال اسکاتلند در تمام رده‌های سنی مردان و زنان و همچنین مسئول برگزاری جام حذفی فوتبال اسکاتلند نیز می‌باشد.